# Extret

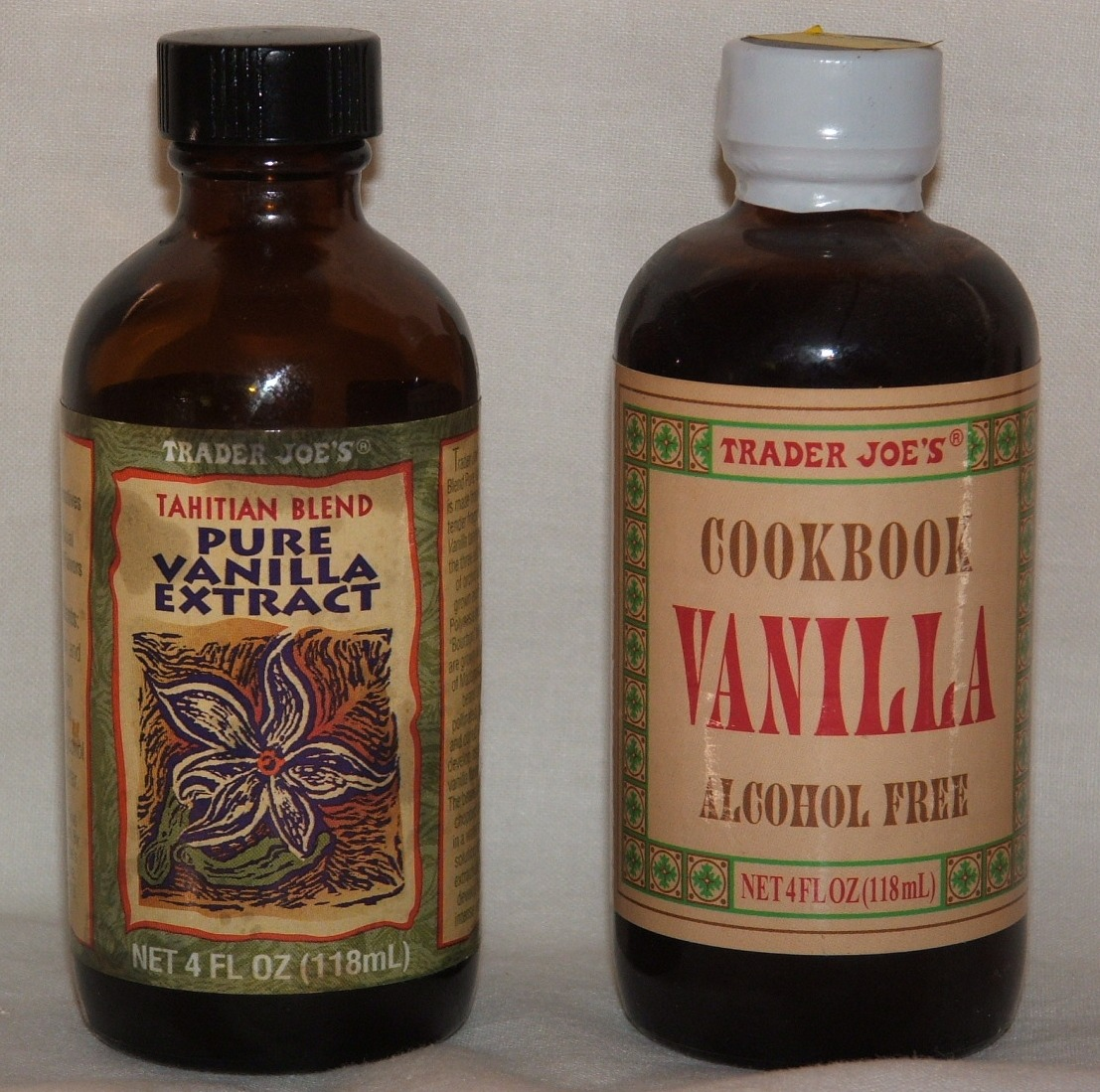
Imatge d'un extret de vainilla.

Un extret és una substància extreta d'una altra per evaporació, maceració, lixiviació, decocció o infusió, la qual posseeix la virtut característica d'aquesta en forma concentrada.
Sovint per a fer l'extret es fa servir un solvent com l'etanol o l'aigua. Els extrets es poden comercialitzar com tintures o en forma de pols. Les aromes, altrament dites principis aromàtics de moltes espècies, fruits secs, plantes aromàtiques, fruits, etc. i d'algunes flors es comercialitzen com extractes. Entre aquests els més coneguts són els extractes d'ametlles, canyella, gingebre, llimona, menta, rosa, vainilla i viola.

## Tècniques d'extracció
La majoria de les essències naturals s'obtenen extraent l'oli essencial de parts de la planta o de la planta sencera a través de quatre tècniques: 
- Premsat del fruit que es fa quan hi ha molt d'oli al fruit com en la pèla de la llimona.
- Absorció en alcohol.
- Maceració per exemple en l'extracte de la menta.
- Destil·lació usada amb la maceració de vegades és complicada.

## Essències creades per la química
Altres aromes com per exemple els de banana, cirera, i maduixa es fan combinant diversos èsters amb olis especials. Els colors normalment s'obtenen mitjançant tints. Entre els èsters el més utilitzat és l'acetat d'etil i el butirat d'etil. Els extractes artificials generalment no tenen la delicadesa dels extractes naturals però s'hi assemblen prou per substituir les essències naturals que pot ser que no es puguin obtenir o ser molt cares.